# دیمتریوس دوم

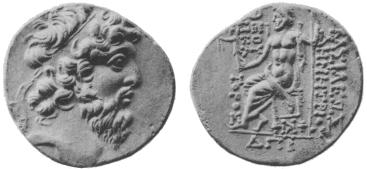
سکهٔ دیمتریوس دوم. پشت سکه نمایی از زئوس و این نوشته به زبان یونانی‌است:ΒΑΣΙΛΕΩΣ ΔΗΜΗΤΡΙΟΥ ΘΕΟΥ ΝΙΚΑΤΟΡΟΣ

دیمتریوس دوم نیکاتور (به یونانی: Δημήτριος Β' Νικάτωρ) (مرگ ۱۲۵ (پیش از میلاد)) پادشاه سلوکیان و پسر میانه دیمتریوس یکم بود. لقب او نیکاتور در یونانی به معنای پیروز است.

## آغاز کار
وی پس از کشته‌شدن پدر، مادر و برادر بزرگترش و غصب الکساندر بالاس تاج و تخت سلوکی را به کرت گریخت. نزدیک به سال ۱۴۷ وی به سوریه بازگشت و با یاری بطلمیوس ششم فرمانروای بطلمیوسی مصر توانستن تاج و تخت از دست رفته را بازستاند. همچنین بطلمیوس دخترش کلئوپاترا تئا را از الکساندر بالاس جدا کرده و او را به زناشویی دیمتریوس درآورد. الکساندر بالاس هم به نبطیه گریخت و در آنجا سرش را از تن جداکردند و به نزد بطلمیوس فرستادند.
ولی دیمتریوس دوم نزد مردمان سوریه پادشاهی دلپذیر نبود چه که او پسرکی بود که با پشتوانهٔ دودمان بطلمیوسی مصر باستان و مزدوران کرتی به پادشاهی رسیده بود. از آنجایی که بطلمیوس ششم بر بیشتر بخش‌های جنوب سوریه دست‌یافته‌بود انطاکیان پادشاهی سلوکی را بدو پیشنهادند؛ ولی از آنجا که او می‌دانست که روم یک کشور یکهٔ هلنی را برنمی‌تابد پس بر پادشاهی دیمتریوس پا می‌فشرد تا اینکه یک سال پس از آن کشته‌شد و سپاهیانش نیز بی‌فرمانده به سوی مصر پس نشستند. از آنجا که الکساندر بالاس هم کشته شده بود پس دیمتریوس دوم تنها و بی‌هماورد برای تاج و تخت سلوکی بود.
ولی به زودی دردسرهای تازه‌ای از راه رسید. انطاکیان که از تاراج‌گری کرتیان به جان آمده‌بودند برخاستند و تنها پس از کشتار هراس‌انگیزی از ایشان بود که شورش فرونشست. دیری نپایید که سردار سلوکی تروفون بر انطاکیه چیره‌شد و پسر خردسال الکساندر بالاس -آنتیوخوس ششم- را شاه خواند. دیمتریوس به زودی دریافت که توان بازپس‌گیری پایتخت را ندارد، پس در سلوکیه پایگاه‌گرفت. تروفون هم چندی پس از آن آنتیوخوس ششم را کنار زد و خود جای او را گرفت.

## دیمتریوس در بند
بنا بر دانشنامه ایرانیکا در سال ۱۴۰ پیش از میلاد دیمتریوس دوم سلوکی به قوای مهرداد یکم اشکانی حمله می‌کند ولی شکست خورده و اسیر می‌گردد.
در سال۱۳۹ پیش از میلاد  فعالیت‌های اشکانیان، دیمتریوس را به واکنش واداشت، پس به جنگ با مهرداد یکم شاه ایران پرداخت و در آغاز هم پیروزی‌هایی به دست آورد، ولی سرانجام در کوه‌های ایران شکست‌خورد و به دست اشکانیان افتاد و چند سالی را در زندان به سر برد. اینچنین شد که اشکانیان بر بابل دست‌یافتند؛ ولی برادر جوانتر دیمتریوس آنتیوخوس هفتم در سوریه پادشاهی سلوکی را نگاه‌داشت و کمی پس از آن با کلئوپاترا تئا پیمان زناشویی بست.
مهرداد دیمتریوس را نکشت و حتی دختر خود روزگون را نیز به همسری او داد و از این پیوند فرزندانی نیز پدید آمد. با این همه دیمتریوس کوشید تا بگریزد. یکبار با یاری دوستش کالیماندر که با نام مستعار خود را بدو رسانده بود کوشید تا از کرانه‌های دریای مازندران بگریزد، ولی ناکام ماندند. مهرداد نیز به جای مجازات کالیماندر از برای وفاداریش به دیمتریوس بدو پاداش داد. بار دومی که دیمتریوس کوشید بگریزد نیز گرفتار شد و این بار مهرداد با دادن تاسهای زرین بدو - که به منزله اسباب بازی کودکان بود- او را خوارداشت.
در ۱۳۰ پیش از میلاد آنتیوخوس هفتم به جنگ با اشکانیان لشکرکشید و در آغاز پیروزی‌هایی نیز به دست آورد. این بار فرهاد دوم -شاه زمان- با انگیزه پدیدآوردن جنگ درونی میان سلوکی‌ها دیمتریوس را آزاد کرد؛ ولی اندکی پس از آن آنتیوخوس شکست خورد و فرهاد دانست که رها کردن دیمتریوس کار درستی نبوده‌است. پس کسانی را در پی او فرستاد، ولی دیمتریوس خود را به سوریه رساند و دوباره بر تاج و تخت و همسر پیشینش دست‌یافت.

## دور دوم پادشاهی
پادشاهی سلوکی دیگر آن شکوه پیشین را نداشت و اکنون کنترل خود سوریه هم دشوار می‌نمود. از این گذشته شکست‌های پی‌درپی و یاد ستم‌های دیمتریوس مردمان را از او بی‌زار می‌ساخت. در این میان کلئوپاترای دوم شهبانوی مصر سپاهی را به یاری او فرستاد تا بتواند با برادرش بطلمیوس هشتم بجنگد؛ ولی سپاهیان گریختند و به بدبختی‌های دیمتریوس افزودند. بطلمیوس نیز کسی را به نام الکساندر دوم را میرابر تاج و تخت سلوکی خواند و از او پشتیبانی نمود.
در ۱۲۶ در جنگی در دمشق دیمتریوس شکست خورد و اندکی پس از آن در صور آنگاه که همسرش کلئوپالترا تئا وی را ترک کرده‌بود در یک کشتی به بند افتاد و به احتمال پس از شکنجه کشته شد.